# The Wink
The Wink (Benedetta Gaetani) es un personaje de ficción creado por Electronic Arts conjuntamente con Marvel Comics, en su primer intento de traer héroes de Marvel a una plataforma de videojuegos, Marvel Nemesis: Rise of the Imperfects.
Benedetta creció la hija de jóvenes magos de Italia - Aldo & Corazón Gaetani (El Gran Gaetani). Tomaron el mágico mundo por asalto, pero su acto fue mucho acerca de la belleza Corazón como toque hábil de Aldo. Benedetta sufrido de las atenciones de su madre, que era intensamente decepcionado con su hija tímida, desgarbada. Corazón desaparecido misteriosamente, Benedetta se había convertido en una mujer joven y hermosa, tal vez más hermosa que su difunta madre. 
Como un viudo reciente, Aldo comenzó a beber y jugar compulsivamente. Tomó su hija en gira por Italia como su nuevo asistente. Llegó a ser conocido como un ilusionista superlativo y comenzó a recorrer el mundo a causa de su truco más famoso - "La desaparición". El truco se Benedetta, a la vista, desaparecer y aparecer en el escenario en un asiento en el centro de la audiencia. 
Considerada como la mejor ilusionista que jamás haya existido, Aldo perplejos a los expertos. Algunos incluso dijeron que era un místico y sus trucos eran en realidad los milagros. Aldo empezó a creer que sus trucos eran reales. Benedetta fue capaz de hacer esto por su cuenta? Le debía mucho dinero a la gente equivocada. Cegado por su propia fama, Aldo restó importancia a las amenazas cuando no podía pagar. Pero una noche, cuando los matones de nuevo, no podría recuperar el dinero, se vierte un producto químico en el rostro de su hermoso Benedetta, dejándola marcada. Los matones asesinaron a Aldo en su camerino y luego decidió acabar con el testimonio vivo solo - Benedetta. 
Benedetta realizó su último acto y se desvaneció en el aire. Strange circular rumores sobre el asesinato de Aldo y la desaparición de su hija ... lo suficiente como para Roekel y sus científicos se dieron cuenta. Roekel atrapados con ella en España, donde trabajó como Benedetta un adivino. Ella necesitaba alguien que la proteja, y Roekel le prometió a su seguridad y con la possibiltiy de reunirse con su madre. Había un reactor de fusión de las partículas dentro de su muslo derecho que le permitía el control de cada molécula de su cuerpo. Ahora, usando la 5 ª dimensión que puede fase y teletransportarse distancias cortas. Nadie volvería a cogerla de nuevo. Cada vez que ella desapareció, ella esperaba que sería llevado a su madre. Hasta entonces, ella lucha por esa oportunidad. Wink nació. 
Durante la invasión imperfecta de Nueva York, The Wink encontró y luchó contra Wolverine mientras ella estaba tratando de recuperar los datos de la super computadora en el sótano de Avengers Mansion. Ella fue derrotada y se retiró sin los datos. Más tarde vendría a través de Elektra, que estaba con Iron Man y los otros sobrevivientes de la invasión extraterrestre, ya que allanó la sede Van Roekel para rescatar y liberar a los héroes que fueron tomados como sujetos de prueba para experimentos de Van Roekel's. Wink derrotas Roekels Elektra en la Sede. 
Ningún otro material ha sido desarrollado para el guiño o el resto de los imperfectos desde el lanzamiento de Marvel Nemesis: La Rebelión de los imperfectos.
- Datos: Q8025444